# Список книг Всесвіту Метро

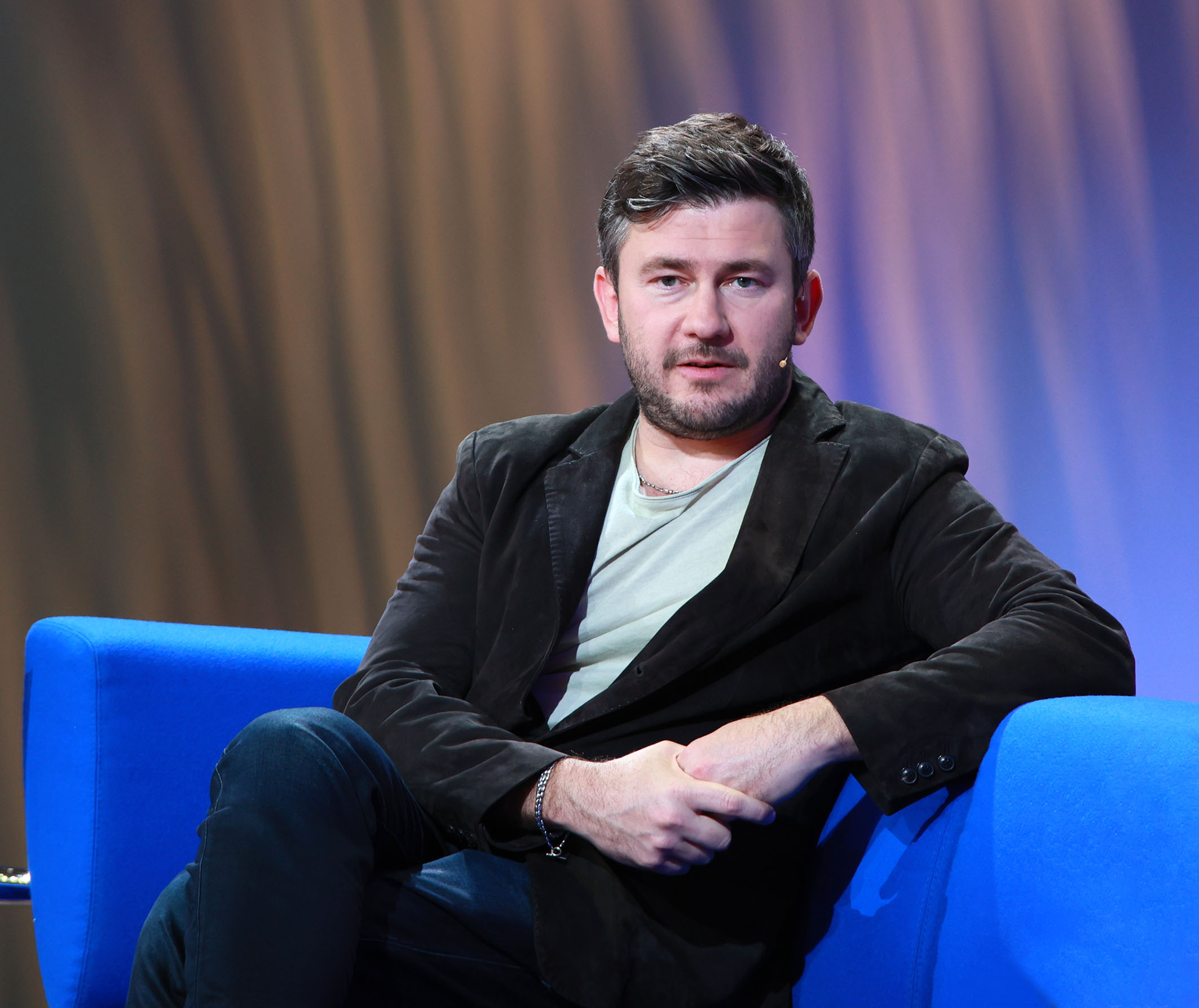
Глуховський Дмитро — основний автор роману-антиутопії

«Всесвіт Метро» — серія книг, створена різними авторами, що продовжувала ідею трилогії роману Дмитра Глуховського. Романи й оповідання пов'язані між собою сюжетно: усі їх об'єднує сетинг — вигадана версія планети Земля, якою вона стала б через двадцять років після ядерної війни, що за сюжетом трилогії сталася 6 липня 2013 року. Багато творів мають тісні сюжетні зв'язки, аж до спільних персонажів. Деякі автори створюють у межах проєкту власні цикли, де книги утворюють цілісні історії.
19 травня 2009 року Глуховський анонсував запуск книжкової серії за всесвітом «Метро 2033», а вже 25 серпня було представлено її логотип. 16 жовтня цього ж року — запущено творчий сайт для приймання робіт та пошуку авторів. Першою книгою серії став роман «Мандрівні знаки» Володимира Березіна. Основним видавництвом серії є АСТ. На початку 2018 року Глуховський спільно з видавництвом АСТ відкрили другу книжкову серію вже за всесвітом «Метро 2035», де першим романом серії став «Пітер. Війна» Врочека Шимуна.
Наприкінці 2019 року керівництво видавництва АСТ офіційно ухвалило рішення про завершення книжкової серії «Всесвіт Метро 2035». Як зазначив відповідальний редактор серії Алекс де Клемеш'є, основною причиною стало зниження рентабельності: зі складів реалізовувалася лише половина накладу, тоді як від 700 до 1000 примірників майже кожного видання залишалися непроданими. Останньою книгою серії став роман «Клітка» авторства Ірини Бакуліної та Ігоря Вардунаса.
3 квітня 2021 року було оголошено Глуховським Дмитром і про закриття серії «Всесвіт Метро 2033». Останньою книжкою перед фактичним завершенням стала «Свідки Чистилища». Попри офіційне оголошення Дмитром Глуховським про завершення серії у 2022 році, французький письменник Бордаж П'єр опублікував роман «Острів Сіте» за цією франшизою.
Деякі романи серії перекладені англійською, італійською, корейською, китайською, німецькою, польською, угорською, французькою, фінською, чеською мовами і видані за кордоном. В Україні роман публікується видавництвом НК — Богдан.
За мотивами серії також створено п'ять відеоігор, чотири з яких від українсько-мальтійської студії 4A Games (Metro 2033, Metro: Last Light, Metro Redux, Metro Exodus) та одна від нідерландської студії Vertigo Games (Metro Awakening).

## Список серій романів

### Основна трилогія Глуховського
| # | Назва      | Видавець | Кількість сторінок | Рік випуску | ISBN               | Місце дії |
| - | ---------- | -------- | ------------------ | ----------- | ------------------ | --------- |
| 1 | Метро 2033 | Ексмо    | 399                | 2005        | ISBN 9785903396030 | Москва    |
| 2 | Метро 2034 | АСТ      | 384                | 2009        | ISBN 9785171144265 | Москва    |
| 3 | Метро 2035 | АСТ      | 384                | 2015        | ISBN 9785457836952 | Москва    |

### Книги одного автора
Примітка: Подальша книжкова серія продовжується за українською абеткою згідно імен авторів.
| #   | Автори              | Назва                                     | Видавець       | Кількість сторінок | Рік випуску | ISBN               | Місце дії |
| --- | ------------------- | ----------------------------------------- | -------------- | ------------------ | ----------- | ------------------ | --- |
| 1   | Антонов Сергій      | Метро 2033: Темні тунелі                  | АСТ            | 320                | 2010        | ISBN 9785457172159 | Москва |
| 2   | Антонов Сергій      | Метро 2033: В інтересах революції         | АСТ            | 320                | 2010        | ISBN 9785170708901 | Москва |
| 3   | Антонов Сергій      | Метро 2033: Непоховані                    | АСТ            | 352                | 2012        | ISBN 9785271409028 | Москва |
| 4   | Антонов Сергій      | Метро 2033: Рубльовка                     | АСТ            | 352                | 2013        | ISBN 9785170793679 | Москва, Московська область |
| 5   | Антонов Сергій      | Метро 2033: Рубльовка-2. Острів блаженних | АСТ            | 352                | 2014        | ISBN 9785170869138 | Москва, Московська область |
| 6   | Антонов Сергій      | Метро 2033: Рубльовка-3. Книга Мертвих    | АСТ            | 320                | 2017        | ISBN 9785170918782 | Москва, Московська область |
| 7   | Антонов Сергій      | Метро 2033: Харам Бурум                   | АСТ            | 256                | 2019        | ISBN 9785041971779 | Москва |
| 8   | Антонов Сергій      | Метро 2033: Вища сила                     | АСТ            | 320                | 2020        | ISBN 9785043118868 | Москва |
| 9   | Аверін Нікіта       | Метро 2033: Крим                          | АСТ            | 352                | 2013        | ISBN 9785457496439 | Крим |
| 10  | Аверін Нікіта       | Метро 2033: Крим-2. Острів головорізів    | АСТ            | 352                | 2014        | ISBN 9785170874521 | Крим |
| 11  | Аверін Нікіта       | Метро 2033: Крим-3. Попіл імперій         | АСТ            | 352                | 2015        | ISBN 9785457860483 | Україна, Крим, Запоріжжя, Одеса, Київ, Чорнобиль, Білорусь, Мінськ                                                                      |
| 12  | Аволедо Тулліо      | Метро 2033: Коріння небес                 | АСТ            | 416                | 2011        | ISBN 9785457176898 | Рим, Венеція |
| 13  | Аволедо Тулліо      | Метро 2033: Дитячий хрестовий похід       | АСТ            | 352                | 2014        | ISBN 9785040409334 | Мілан |
| 14  | Аволедо Тулліо      | Метро 2035: Конклав темряви               | АСТ            | 384                | 2019        | ISBN 9785171144753 | Італія |
| 15  | Алтаміров Шаміль    | Метро 2033: Степовий дракон               | АСТ            | 368                | 2017        | ISBN 9785040498864 | Східноказахстанська область, Павлодарська область                                                                                       |
| 16  | Буторін Андрій      | Метро 2033: Північ                        | АСТ            | 320                | 2010        | ISBN 9785457169838 | Кольський півострів, Мурманська область                                                                                                 |
| 17  | Буторін Андрій      | Метро 2033: Осада раю                     | АСТ            | 352                | 2011        | ISBN 9785271394386 | Полярні Зорі |
| 18  | Буторін Андрій      | Метро 2033: Донька небесного духа         | АСТ            | 352                | 2012        | ISBN 9785457239579 | Мурманська область |
| 19  | Буторін Андрій      | Метро 2033: Мутант                        | АСТ            | 352                | 2014        | ISBN 9785457591752 | Великий Устюг, Вологодська область |
| 20  | Буторін Андрій      | Метро 2033: Підземний Доктор              | АСТ            | 320                | 2016        | ISBN 9785457962347 | Великий Устюг, Вологодська область |
| 21  | Буторін Андрій      | Метро 2033: Господар міста монстрів       | АСТ            | 320                | 2017        | ISBN 9785040930937 | Вологодська область, Кіровська область                                                                                                  |
| 22  | Березін Володимир   | Метро 2033: Мандрівні знаки               | АСТ            | 272                | 2009        | ISBN 9785170641291 | Москва, Санкт-Петербург, Новгородська область, Тверська область                                                                         |
| 23  | Блінов Дмитро       | Метро 2033: Аркаїм                        | АСТ            | 320                | 2020        | ISBN 9785042339738 | Челябінськ, Челябінська область |
| 24  | Бордаж П'єр         | Метро 2033: Лівий берег                   | L'Atalante     | 464                | 2020        | ISBN 9791036000393 | Париж |
| 25  | Бордаж П'єр         | Метро 2033: Правий берег                  | L'Atalante     | 464                | 2021        | ISBN 9791036000706 | Париж |
| 26  | Бордаж П'єр         | Метро 2033: Острів Сіте                   | L'Atalante     | 496                | 2022        | ISBN 9791036001062 | Париж |
| 27  | Богомолов Станіслав | Метро 2033: Ниті Аріадни                  | АСТ            | 288                | 2018        | ISBN 9785041367091 | Москва, Московська область |
| 28  | Виставний Владислав | Метро 2035: Дах світу                     | АСТ            | 352                | 2019        | ISBN 9785041518295 | Приельбрусся |
| 29  | Виставний Владислав | Метро 2035: Дах світу. Карфаген           | АСТ            | 352                | 2019        | ISBN 9785041892463 | Приельбрусся |
| 30  | Вардунас Ігор       | Метро 2033: Крижаний полон                | АСТ            | 352                | 2011        | ISBN 9785457175280 | Піонерський, Марокко, Антарктида |
| 31  | Вардунас Ігор       | Метро 2033: Останній похід                | АСТ            | 352                | 2015        | ISBN 9785457853201 | Антарктида, Вілла Бав'єра, Фарерські острови, Шпіцберген                                                                                |
| 32  | Вардунас Ігор       | Метро 2033: Шлях проклятих                | АСТ            | 352                | 2016        | ISBN 9785040062058 | Фарерські острови, Піонерський |
| 33  | Вардунас Ігор       | Метро 2033: Сліпа стежка                  | АСТ            | 288                | 2019        | ISBN 9785041981273 | Фарерські острови |
| 34  | Виборнов Наїль      | Метро 2033: Перехід                       | АСТ            | 352                | 2017        | ISBN 9785040524099 | Набережні Челни |
| 35  | Виборнов Наїль      | Метро 2033: Перехід-2. На іншому боці     | АСТ            | 320                | 2018        | ISBN 9785041500191 | Набережні Челни |
| 36  | Виборнов Наїль      | Метро 2033: На згарищах наших домівок     | АСТ            | 288                | 2020        | ISBN 9785042445750 | Татарстан |
| 37  | Врочек Шимун        | Метро 2033: Пітер                         | АСТ            | 384                | 2010        | ISBN 9785170642601 | Санкт-Петербург, Ленінградська область                                                                                                  |
| 38  | Врочек Шимун        | Метро 2035: Пітер. Війна                  | АСТ            | 416                | 2018        | ISBN 9785041075118 | Санкт-Петербург |
| 39  | Врочек Шимун        | Метро 2035: Пітер. Спеціальне видання     | АСТ            | 432                | 2019        | ISBN 9785042243523 | Санкт-Петербург, Ленінградська область                                                                                                  |
| 40  | Врочек Шимун        | Метро 2035: Пітер. Битва близнюків        | АСТ            | 352                | 2019        | ISBN 9785042243653 | Санкт-Петербург |
| 41  | Гребенщиков Андрій  | Метро 2033: Нижче пекла                   | АСТ            | 352                | 2011        | ISBN 9785457176355 | Єкатеринбург |
| 42  | Гребенщиков Андрій  | Метро 2033: Обитель снів                  | АСТ            | 352                | 2013        | ISBN 9785170780105 | Москва |
| 43  | Гребенщиков Андрій  | Метро 2033: Сестри печалі                 | АСТ            | 352                | 2014        | ISBN 9785457565678 | Москва, Московська область, Єкатеринбург, Свердловська область Пермський край                                                           |
| 44  | Головенков Олексій  | Метро 2033: Щурячий король                | АСТ            | 320                | 2021        | ISBN 9785043434579 | Санкт-Петербург |
| 45  | Грач Олег           | Метро 2033: Парад-алле                    | АСТ            | 256                | 2019        | ISBN 9785171138219 | Новосибірськ |
| 46  | Дьяков Андрій       | Метро 2033: До Світла                     | АСТ            | 320                | 2010        | ISBN 9785457172128 | Санкт-Петербург, Ленінградська область                                                                                                  |
| 47  | Дьяков Андрій       | Метро 2033: У пітьму                      | АСТ            | 352                | 2011        | ISBN 9785457171862 | Санкт-Петербург, Ленінградська область                                                                                                  |
| 48  | Дьяков Андрій       | Метро 2033: За горизонт                   | АСТ            | 352                | 2013        | ISBN 9785457246522 | Санкт-Петербург, Ясний, Каспійськ, Приморський край, Владивосток                                                                        |
| 49  | Доронін Олексій     | Метро 2033: Логово                        | АСТ            | 320                | 2017        | ISBN 9785040898879 | Московська область |
| 50  | Ерпилев Андрій      | Метро 2033: Вихід силою                   | АСТ            | 320                | 2010        | ISBN 9785457170377 | Москва |
| 51  | Ермаков Дмитро      | Метро 2033: Сліпці                        | АСТ            | 352                | 2013        | ISBN 9785457502505 | Ахалі-Атоні |
| 52  | Ермаков Дмитро      | Метро 2033: Ладога                        | АСТ            | 320                | 2020        | ISBN 9785043496973 | Санкт-Петербург, Ленінградська область                                                                                                  |
| 53  | Желнов Валерій      | Метро 2033: Реактор                       | АСТ            | 288                | 2019        | ISBN 9785042362675 | Томськ, Томська область |
| 54  | Желнов Валерій      | Метро 2033: Реактор-2. В колі другому     | АСТ            | 288                | 2021        | ISBN 9785043497147 | Новосибірськ, Новосибірська область, Томська область                                                                                    |
| 55  | Живова Тетяна       | Метро 2033: Пасинки Третього Риму         | АСТ            | 352                | 2017        | ISBN 9785040805549 | Москва, Московська область |
| 56  | Зайцев Сергій       | Метро 2033: Санітари                      | АСТ            | 352                | 2011        | ISBN 9785457174405 | Москва |
| 57  | Зайцев Сергій       | Метро 2033: Темна мішень                  | АСТ            | 352                | 2013        | ISBN 9785457446144 | Москва |
| 58  | Іларіонова Кіра     | Метро 2033: Код звіра                     | АСТ            | 352                | 2015        | ISBN 9785457854451 | Соловецькі острови, Карелія, Санкт-Петербург, Ленінградська область, Новгородська область, Тверська область, Москва, Московська область |
| 59  | Калінькіна Анна     | Метро 2033: Станція-привид                | АСТ            | 352                | 2011        | ISBN 9785170742592 | Москва |
| 60  | Калінькіна Анна     | Метро 2033: Царство щурів                 | АСТ            | 352                | 2012        | ISBN 9785271432729 | Москва |
| 61  | Калінькіна Анна     | Метро 2033: Кішки-мишки                   | АСТ            | 352                | 2013        | ISBN 9785170785605 | Москва |
| 62  | Калінькіна Анна     | Метро 2033: Господар Яузи                 | АСТ            | 352                | 2014        | ISBN 9785457612969 | Москва |
| 63  | Калінькіна Анна     | Метро 2033: Обдурити долю                 | АСТ            | 352                | 2015        | ISBN 9785170921478 | Москва |
| 64  | Калінькіна Анна     | Метро 2033: Врятуватися від себе          | АСТ            | 288                | 2018        | ISBN 9785041071998 | Москва |
| 65  | Калінькіна Анна     | Метро 2033: Сетунь                        | АСТ            | 256                | 2019        | ISBN 9785041917067 | Москва |
| 66  | Кузнецов Сергій     | Метро 2033: Мармуровий рай                | АСТ            | 320                | 2010        | ISBN 9785457172111 | Москва, Московська область |
| 67  | Кузнецова Світлана  | Метро 2033: Уроборос                      | АСТ            | 352                | 2018        | ISBN 9785041488130 | Москва |
| 68  | Кузнецова Світлана  | Метро 2033: Палац для рабів               | АСТ            | 320                | 2020        | ISBN 9785042675140 | Москва, Московська область |
| 69  | Кірєєв Тагір        | Метро 2033: Білий барс                    | АСТ            | 352                | 2014        | ISBN 9785457550346 | Казань |
| 70  | Лисьєв Андрій       | Метро 2033: Зима милосердя                | АСТ            | 288                | 2019        | ISBN 9785041694364 | Москва |
| 71  | Лебедєв Віктор      | Метро 2033: Народжені повзати             | АСТ            | 352                | 2014        | ISBN 9785170863471 | Москва |
| 72  | Лебедєв Віктор      | Метро 2033: Летючий вдалину               | АСТ            | 352                | 2015        | ISBN 9785457908048 | Москва, Московська область, Волгодонськ, Калуга                                                                                         |
| 73  | Лебедєв Віктор      | Метро 2035: Чорномор'я                    | АСТ            | 320                | 2019        | ISBN 9785041575991 | Краснодарський край, Ростовська область                                                                                                 |
| 74  | МакМастер Грант     | Метро 2033: Британія                      | АСТ            | 352                | 2011        | ISBN 9785170752584 | Глазго, Лондон |
| 75  | Манасипов Дмитро    | Метро 2033: Дорога сталі та надії         | АСТ            | 352                | 2014        | ISBN 9785457610668 | Уфа, Башкортостан, Оренбурзька область, Самарська область                                                                               |
| 76  | Манасипов Дмитро    | Метро 2033: До далекого синього моря      | АСТ            | 352                | 2016        | ISBN 9785170954445 | Самарська область, Краснодарський край                                                                                                  |
| 77  | Манасипов Дмитро    | Метро 2035: За крижаними хмарами          | АСТ            | 352                | 2018        | ISBN 9785041115869 | Башкортостан, Оренбурзька область, Самарська область                                                                                    |
| 78  | Манасипов Дмитро    | Метро 2035: Злий Пес                      | АСТ            | 288                | 2018        | ISBN 9785041694029 | Самара |
| 79  | Манасипов Дмитро    | Метро 2035: Відданий Пес                  | АСТ            | 288                | 2019        | ISBN 9785041825539 | Самара, Самарська область |
| 80  | Майка Павло         | Метро 2033: Людина обітована              | Insignis Media | 400                | 2016        | ISBN 9788365315793 | Краків |
| 81  | Майка Павло         | Метро 2033: Район обітований              | АСТ            | 352                | 2019        | ISBN 9785171154172 | Краків |
| 82  | Мельников Руслан    | Метро 2033: Муранча                       | АСТ            | 352                | 2011        | ISBN 9785457170308 | Ростов-на-Дону |
| 83  | Мельников Руслан    | Метро 2033: Із глибин                     | АСТ            | 352                | 2013        | ISBN 9785457496460 | Свердловська область, Пермський край, Перм, Татарстан, Казань, Нижньогородська область, Нижній Новгород, Московська область, Москва     |
| 84  | Морі Юрій           | Метро 2035: Ембріон. Початок              | АСТ            | 320                | 2019        | ISBN 9785041787554 | Воронеж, Воронезька область |
| 85  | Морі Юрій           | Метро 2035: Ембріон. Поєдинок             | АСТ            | 320                | 2019        | ISBN 9785041944902 | Воронеж, Воронезька область |
| 86  | Морі Юрій           | Метро 2035: Ембріон. Злиття               | АСТ            | 320                | 2020        | ISBN 9785042433665 | Воронеж, Воронезька область |
| 87  | Москвін Сергій      | Метро 2033: Побачити Сонце                | АСТ            | 352                | 2011        | ISBN 9785457171343 | Новосибірськ |
| 88  | Москвін Сергій      | Метро 2033: Голод                         | АСТ            | 352                | 2012        | ISBN 9785457234154 | Нова Земля |
| 89  | Москвін Сергій      | Метро 2033: Піфія                         | АСТ            | 352                | 2017        | ISBN 9785040850266 | Москва, Московська область |
| 90  | Москвін Сергій      | Метро 2033: Піфія-2. У бруді та крові     | АСТ            | 352                | 2018        | ISBN 9785041396107 | Москва, Московська область |
| 91  | Недоруб Сергій      | Метро 2035: Червоний варіант              | АСТ            | 320                | 2018        | ISBN 9785171048648 | Київ |
| 92  | Недоруб Сергій      | Метро 2035: Загублений клан               | АСТ            | 320                | 2020        | ISBN 9785042600777 | Київ |
| 93  | Осипов Ігор         | Метро 2033: Вимірювач                     | АСТ            | 352                | 2014        | ISBN 9785457565692 | Смоленськ |
| 94  | Осипов Ігор         | Метро 2033: Лісовики не вмирають          | АСТ            | 352                | 2015        | ISBN 9785170885367 | Смоленськ, Смоленська область |
| 95  | Олексієв Сергій     | Метро 2033: Кочівник                      | АСТ            | 320                | 2019        | ISBN 9785041916404 | Жамбильська область, Алматинська область, Алмати                                                                                        |
| 96  | Пилаєв Валерій      | Метро 2033: Виборг                        | АСТ            | 352                | 2015        | ISBN 9785457934894 | Виборг, Ленінградська область, Фінляндія                                                                                                |
| 97  | Петров Захар        | Метро 2033: Муос                          | АСТ            | 352                | 2012        | ISBN 9785457184459 | Москва, Борисов, Мінськ |
| 98  | Петров Захар        | Метро 2035: Муос. Чистилище               | АСТ            | 352                | 2018        | ISBN 9785041568856 | Мінськ |
| 99  | Петров Захар        | Метро 2035: Муос. Падіння                 | АСТ            | 352                | 2019        | ISBN 9785041744786 | Мінськ |
| 100 | Палій Сергій        | Метро 2033: Безіменка                     | АСТ            | 352                | 2011        | ISBN 9785457170292 | Самара |
| 101 | Стрєлова Марія      | Метро 2033: Ізоляція                      | АСТ            | 352                | 2016        | ISBN 9785040175024 | Москва, Митищі |
| 102 | Стрєлова Марія      | Метро 2033: Нас більше немає              | АСТ            | 320                | 2018        | ISBN 9785041249489 | Митищі, Москва |
| 103 | Стрєлова Марія      | Метро 2033: Привиди минулого              | АСТ            | 288                | 2019        | ISBN 9785041715007 | Московська область, Митищі, Москва |
| 104 | Семенов Сергій      | Метро 2033: Чужими очима                  | АСТ            | 352                | 2015        | ISBN 9785457962354 | Нижній Новгород, Нижньогородська область                                                                                                |
| 105 | Семенов Сергій      | Метро 2033: Ціна свободи                  | АСТ            | 352                | 2021        | ISBN 9785043497154 | Іркутська область, Хабаровський край |
| 106 | Точинов Віктор      | Метро 2035: Захист Ковача                 | АСТ            | 320                | 2020        | ISBN 9785042379598 | Ленінградська область |
| 107 | Таштабанов Рінат    | Метро 2033: Зворотний відлік              | АСТ            | 352                | 2016        | ISBN 9785170965786 | Московська область, Москва |
| 108 | Таштабанов Рінат    | Метро 2035: Воскрешаючи мертвих           | АСТ            | 384                | 2018        | ISBN 9785041178253 | Московська область |
| 109 | Уленгов Юрій        | Метро 2033: Межа людяності                | АСТ            | 352                | 2016        | ISBN 9785040144303 | Іркутська область, Іркутськ |
| 110 | Хмелевський Артур   | Метро 2033: Ахроматопсія                  | Insignis Media | 424                | 2017        | ISBN 9788365315939 | Варшава, Отвоцький повіт |
| 111 | Харитонов Юрій      | Метро 2033: На краю прірви                | АСТ            | 352                | 2017        | ISBN 9785040582518 | Владимирська область, Московська область, Москва                                                                                        |
| 112 | Харитонов Юрій      | Метро 2035: Притулок забутих душ          | АСТ            | 320                | 2018        | ISBN 9785041357818 | Івановська область, Владимирська область, Ярославська область, Костромська область, Вологодська область                                 |
| 113 | Харитонов Юрій      | Метро 2033: Смерть октанових богів        | АСТ            | 320                | 2020        | ISBN 9785042869655 | Ярославська область, Владимирська область                                                                                               |
| 114 | Цормудян Сурен      | Метро 2033: Мандрівник                    | АСТ            | 320                | 2011        | ISBN 9785457170407 | Москва |
| 115 | Цормудян Сурен      | Метро 2033: Спадщина предків. Tod Mit Uns | АСТ            | 352                | 2012        | ISBN 9785271443671 | Калінінградська область |
| 116 | Цормудян Сурен      | Метро 2033: Край світу. Загублений рай    | АСТ            | 320                | 2018        | ISBN 9785040990702 | Камчатський край |
| 117 | Цормудян Сурен      | Метро 2033: Край світу-2. Вогонь і попіл  | АСТ            | 320                | 2018        | ISBN 9785041116361 | Камчатський край |
| 118 | Чехін Сергій        | Метро 2033: Сплячий страж                 | АСТ            | 288                | 2018        | ISBN 9785041166991 | Самара, Самарська область |
| 119 | Чехін Сергій        | Метро 2033: Зграя                         | АСТ            | 288                | 2019        | ISBN 9785041825522 | Бєлгород |
| 120 | Шабалов Денис       | Метро 2033: Право на силу                 | АСТ            | 352                | 2012        | ISBN 9785271447532 | Сердобськ |
| 121 | Шабалов Денис       | Метро 2033: Право на життя                | АСТ            | 352                | 2013        | ISBN 9785457279629 | Сердобськ, Республіка Комі |
| 122 | Шабалов Денис       | Метро 2033: Право на помсту               | АСТ            | 352                | 2017        | ISBN 9785040621880 | Пенза, Пензенська область |
| 123 | Шкіль Євген         | Метро 2033: Гонка по колу                 | АСТ            | 352                | 2015        | ISBN 9785457853126 | Москва |
| 124 | Шакілов Олександр   | Метро 2033: Війна Кротів                  | АСТ            | 352                | 2010        | ISBN 9785457170223 | Київ |
| 125 | Швецова Ольга       | Метро 2033: Той, що стоїть біля дверей    | АСТ            | 352                | 2013        | ISBN 9785457422018 | Москва, Московська область, Жуковський                                                                                                  |
| 126 | Швецова Ольга       | Метро 2033: Нічий                         | АСТ            | 352                | 2014        | ISBN 9785457853188 | Москва, Московська область, Жуковський                                                                                                  |
| 127 | Швецова Ольга       | Метро 2033: Демон-охоронець               | АСТ            | 320                | 2017        | ISBN 9785040452828 | Москва, Московська область, Жуковський                                                                                                  |
| 128 | Шмідт Роберт        | Метро 2033: Безодня                       | АСТ            | 352                | 2016        | ISBN 9785040409402 | Вроцлав |
| 129 | Шмідт Роберт        | Метро 2033: Башта                         | Insignis Media | 488                | 2016        | ISBN 9788365315366 | Вроцлав |
| 130 | Шмідт Роберт        | Метро 2035: Велетень                      | Insignis Media | 448                | 2019        | ISBN 9788366071995 | Валбжиський повіт |

### Колективно створені романи
Примітка: Твори з колективним авторством розташовані в хронологічному порядку — за роком публікації
| #  | Автори                                           | Назва                              | Видавець | Кількість сторінок | Рік випуску | ISBN               | Місце дії                                         |
| -- | ------------------------------------------------ | ---------------------------------- | -------- | ------------------ | ----------- | ------------------ | ------------------------------------------------- |
| 1  | Чернецов Андрій, Несвітенко Валентин             | Метро 2033: Сліпуча порожнеча      | АСТ      | 352                | 2012        | ISBN 9785457255098 | Харків                                            |
| 2  | Тимофій Калашников                               | Метро 2033: Зворотна сторона світу | АСТ      | 352                | 2012        | ISBN 9785457252059 | Москва                                            |
| 3  | Баранова Ірина, Бенев Костянтин                  | Метро 2033: Свідок                 | АСТ      | 352                | 2012        | ISBN 9785271459979 | Санкт-Петербург                                   |
| 4  | Демидова Елона, Шкіль Євген                      | Метро 2033: Відступник             | АСТ      | 352                | 2014        | ISBN 9785457852372 | Ростовська область (Міуський півострів), Таганрог |
| 5  | Живова Тетяна, Матвєєчев Олексій, Гаврилов Павло | Метро 2033: Джульєтта без імені    | АСТ      | 352                | 2015        | ISBN 9785457854468 | Москва                                            |
| 6  | Ермаков Дмитро, Осипова Анастасія                | Метро 2033: Третя сила             | АСТ      | 352                | 2015        | ISBN 9785457853218 | Санкт-Петербург                                   |
| 7  | Павло Макаров                                    | Метро 2033: Перехрестя долі        | АСТ      | 320                | 2017        | ISBN 9785040680078 | Москва, Нижньогородська область                   |
| 8  | Ермаков Дмитро, Ермакова Наталія                 | Метро 2033: Площа Мужності         | АСТ      | 288                | 2018        | ISBN 9785041389017 | Санкт-Петербург                                   |
| 9  | Ветлугина Анна, Максименко Дмитро                | Метро 2033: Свідки Чистилища       | АСТ      | 288                | 2021        | ISBN 9785043477385 | Московська область, Куровське                     |
| 10 | Швецова Ольга, Алтаміров Шаміль                  | Метро 2035: Скринька Пандори       | АСТ      | 352                | 2018        | ISBN 9785041249496 | Москва                                            |
| 11 | Осіпов Ігор, Швецова Ольга                       | Метро 2035: Біг по краю            | АСТ      | 288                | 2018        | ISBN 9785041389000 | Москва                                            |
| 12 | Манасипов Дмитро, Алтаміров Шаміль               | Метро 2035: Сталевий острів        | АСТ      | 352                | 2018        | ISBN 9785041404840 | Нова Земля, Земля Франца-Йосифа                   |
| 13 | Баранова Ірина, Бенев Костянтин                  | Метро 2035: Цариця ночі            | АСТ      | 320                | 2018        | ISBN 9785041495862 | Санкт-Петербург                                   |
| 14 | Баранова Ірина, Бенев Костянтин                  | Метро 2035: Місто семи вітрів      | АСТ      | 320                | 2019        | ISBN 9785041916398 | Баку                                              |
| 15 | Бакуліна Ірина, Вардунас Ігор                    | Метро 2035: Клітка                 | АСТ      | 288                | 2020        | ISBN 9785043504074 | Солікамськ                                        |

### Антології
| #  | Назва                                | Видавець       | Кількість творів | Кількість сторінок | Рік випуску | ISBN               | Місце дії |
| -- | ------------------------------------ | -------------- | ---------------- | ------------------ | ----------- | ------------------ | --- |
| 1  | Метро 2033: Останній прихисток       | АСТ            | 22               | 352                | 2012        | ISBN 9785457252011 | Санкт-Петербург, Єкатеринбург, Москва, Краснодар, Бійськ, Новосибірськ, Московська область, Париж, Сочі, Нижній Новгород |
| 2  | Метро 2033: Сутінки в кінці тунелю   | АСТ            | 22               | 352                | 2013        | ISBN 9785457540996 | Санкт-Петербург, Москва, Рязанська область, Київ, Єкатеринбург, Самара, Челябінська область, Карелія, Петрозаводськ |
| 3  | Метро 2033: Казки Апокаліпсису       | АСТ            | 25               | 350                | 2015        | ISBN 9785457854444 | Москва, Тверська область, Вязьма, Санкт-Петербург, Ленінградська область, Лехтуси, Видне, Адигея, Єкатеринбург |
| 4  | Метро 2033: У світлі багаття         | Insignis Media | 13               | 160                | 2015        | ISBN 9788363944360 | Москва, Лодзь |
| 5  | Метро 2033: Шепоти вбитих            | Insignis Media | 13               | 224                | 2015        | ISBN 9788363944919 | Київ, Москва, Варшава, Звоновиці, Радом, Карпати, Капошвар, Щецин, Межин, Гожув-Великопольський, Хойна, Ченстохова, Московська область |
| 6  | Метро 2033: Ехо померлого світу      | Insignis Media | 14               | 341                | 2016        | ISBN 9788365315359 | Краків, Стокгольм, Вроцлав, Гданськ, Тарновські Гури, Москва, Варшава, Гдиня, Ґлушиця, Забже, Данмор, Закопане |
| 7  | Метро 2033: В руїнах                 | Insignis Media | 12               | 289                | 2017        | ISBN 9788365743282 | Олесниця, Катовиці, Щецин, Слава, Остроленка, Мендзибродзе-Живецьке, Тихи, Варшава, Чикаго |
| 8  | Метро 2033: Про що мовчать уцілілі   | АСТ            | 22               | 352                | 2018        | ISBN 9785041102708 | Москва, Єкатеринбург, Брянська область, Московська область, Істра, Ленінградська область, Великий Тютерс, Самара, Алмати, Краснодарський край, Луганськ, Псков, Республіка Саха (Якутія), Улу, Орєхово-Зуєво, Івановська область, Владимирська область, Омськ |
| 9  | Метро 2033: Холодне полум'я життя    | АСТ            | 21               | 352                | 2018        | ISBN 9785041568863 | Санкт-Петербург, Владимирська область, Москва, Єкатеринбург, Івановська область, Мурманська область, Самарська область, Бєлгород, Московська область, Нижньогородська область, Свердловська область, Кемеровська область, Тверська область, Курськ            |
| 10 | Метро 2033: Вони не ті, ким здаються | АСТ            | 11               | 320                | 2019        | ISBN 9785042243660 | Москва, Санкт-Петербург, Ростов-на-Дону, Самара, Республіка Алтай, Ростовська область |

### Колекційні видання
| #  | Автори                                                                     | Назва                               | Видавець | Твори                                                         | Рік випуску | ISBN               |
| -- | -------------------------------------------------------------------------- | ----------------------------------- | -------- | ------------------------------------------------------------- | ----------- | ------------------ |
| 1  | Глуховський Дмитро                                                         | Метро 2033. Метро 2034. Колекція    | АСТ      | Метро 2033; Метро 2034, Євангеліє від Артема                  | 2013        | ISBN 9785170776740 |
| 2  | Антонов Сергій                                                             | Метро 2033: Московські тунелі       | АСТ      | Темні тунелі; В інтересах революції; Непоховані               | 2014        | ISBN 9785170835287 |
| 3  | Дьяков Андрій                                                              | Метро 2033: Тіні Пост-Петербурга    | АСТ      | До Світла; У пітьму; За горизонт                              | 2015        | ISBN 9785170879564 |
| 4  | Буторін Андрій                                                             | Метро 2033: Півострів надії         | АСТ      | Північ; Осада раю; Донька небесного духа                      | 2015        | ISBN 9785170897315 |
| 5  | Калінькіна Анна                                                            | Метро 2033: Підмосков'я             | АСТ      | Станція-привид; Царство щурів; Кішки-мишки                    | 2015        | ISBN 9785170897155 |
| 6  | Гребенщиков Андрій                                                         | Метро 2033: Голоси випалених земель | АСТ      | Сестри печалі; Нижче пекла; Обитель снів                      | 2015        | ISBN 9785170913534 |
| 7  | Аверін Нікіта                                                              | Метро 2033: Крим. Остання надія.    | АСТ      | Крим; Крим-2. Острів головорізів; Крим-3. Попіл імперій       | 2016        | ISBN 9785170956708 |
| 8  | Цормудян Сурен, Москвін Сергій, Мельников Руслан                           | Метро 2033: Міфи апокаліпсису       | АСТ      | Мандрівник; Голод; Із глибин                                  | 2016        | ISBN 9785170940172 |
| 9  | Цормудян Сурен, Москвін Сергій, Буторін Андрій                             | Метро 2033: Дикий світ              | АСТ      | Мандрівник; Побачити Сонце; Осада раю                         | 2016        | ISBN 9785170981649 |
| 10 | Баранова Ірина, Бенев Костянтин, Шабалов Денис, Осипов Ігор                | Метро 2033: Справедливість сили     | АСТ      | Свідок; Право на життя; Вимірювач                             | 2016        | ISBN 9785170981663 |
| 11 | Калінькіна Анна                                                            | Метро 2033: Доньки підземель        | АСТ      | Царство щурів; Кішки-мишки; Господар Яузи                     | 2016        | ISBN 9785170979462 |
| 12 | Чернецов Андрій, Несвітенко Валентин, Гребенщиков Андрій, Манасипов Дмитро | Метро 2033: Новий рубіж             | АСТ      | Сліпуча порожнеча; Обитель снів; Дорога сталі й надії         | 2016        | ISBN 9785170982745 |
| 13 | Буторін Андрій, Аволедо Тулліо, Зайцев Сергій                              | Метро 2033: Жорстока правда         | АСТ      | Північ; Коріння небес; Темна мішень                           | 2017        | ISBN 9785171024215 |
| 14 | Москвін Сергій, Чернецов Андрій, Несвітенко Валентин, Тимофій Калашников   | Метро 2033: Полонені тунелів        | АСТ      | Побачити Сонце; Спліпуча порожнеча; Зворотна сторона світу    | 2017        | ISBN 9785171031855 |
| 15 | Антонов Сергій, Палій Сергій, Буторін Андрій                               | Метро 2033: Відчайдушні             | АСТ      | В інтересах революції; Безіменка; Осада раю                   | 2017        | ISBN 9785171032258 |
| 16 | Цормудян Сурен, Шакілов Олександр, Аволедо Тулліо                          | Метро 2033: Забуті в темряві        | АСТ      | Мандрівник; Війна кротів; Коріння небес                       | 2017        | ISBN 9785171038304 |
| 17 | Швецова Ольга, Шкіль Євген, Калінькіна Анна                                | Метро 2033: Сутінкове світло        | АСТ      | Той, що стоїть біля дверей; Гонка по колу; Обдурити долю      | 2017        | ISBN 9785171044053 |
| 18 | Кузнецов Сергій, Мельников Руслан, Демидова Елона, Шкіль Євген             | Метро 2033: Герої нового світу      | АСТ      | Мармуровий рай; Муранча; Відступник                           | 2017        | ISBN 9785171045036 |
| 19 | Мельников Руслан, Буторін Андрій, Швецова Ольга                            | Метро 2033: Нова небезпека          | АСТ      | Муранча; Донька небесного духа; Нічий                         | 2018        | ISBN 9785171045050 |
| 20 | Шакілов Олександр, Гребенщиков Андрій, Мельников Руслан                    | Метро 2033: Лабіринти пекла         | АСТ      | Війна кротів; Нижче пекла; Із глибин                          | 2018        | ISBN 9785171045418 |
| 21 | Антонов Сергій, Живова Тетяна, Матвєєчев Олексій, Гаврилов Павло           | Метро 2033: Сяйво темряви           | АСТ      | Непоховані; Джульєтта без імені; Пасинки Третього Риму        | 2018        | ISBN 9785171132811 |
| 22 | Антонов Сергій, Буторін Андрій                                             | Метро 2033: Жертвена кров           | АСТ      | В інтересах революції; Осада раю; Рубльовка–3. Книга Мертвих  | 2019        | ISBN 9785171045371 |
| 23 | 30 авторів                                                                 | Метро 2033: Чорний холод            | АСТ      | Сутінки в кінці тунелю; Лісовики не вмирають; Перехрестя долі | 2019        | ISBN 9785171045579 |
| 24 | Антонов Сергій, Семенов Сергій, Буторін Андрій                             | Метро 2033: Неминучість боротьби    | АСТ      | Рубльовка; Чужими очима; Підземний Доктор                     | 2019        | ISBN 9785171157111 |
| 25 | Швецова Ольга, Калінькіна Анна                                             | Метро 2033: Сутичка з долею         | АСТ      | Той, що стоїть біля дверей; Нічий; Обдурити долю              | 2019        | ISBN 9785171157258 |

### Графічні адаптації
| # | Автор        | Назва                                       | Видавець | Кількість сторінок | Рік випуску | ISBN               |
| - | ------------ | ------------------------------------------- | -------- | ------------------ | ----------- | ------------------ |
| 1 | Нуйтен Петер | Метро 2033. Частина 1. Де закінчується світ | АСТ      | 64                 | 2022        | ISBN 9785171497651 |
| 2 | Нуйтен Петер | Метро 2033. Частина 2. Маска темряви        | АСТ      | 64                 | 2022        | ISBN 9785171497651 |
| 3 | Нуйтен Петер | Метро 2033. Частина 3. Очі пітьми           | АСТ      | 64                 | 2022        | ISBN 9785171499532 |
| 4 | Нуйтен Петер | Метро 2033. Частина 4. Танок зі смертю      | АСТ      | 64                 | 2022        | ISBN 9785171499532 |

### Скасовані або заморожені видання
| # | Автори                     | Назва       |
| - | -------------------------- | ----------- |
| 1 | Добкач Леонід, Соколов Нік | Атлас Метро |
| 2 | Врочек Шимун               | Пітер-4     |

## Статистика

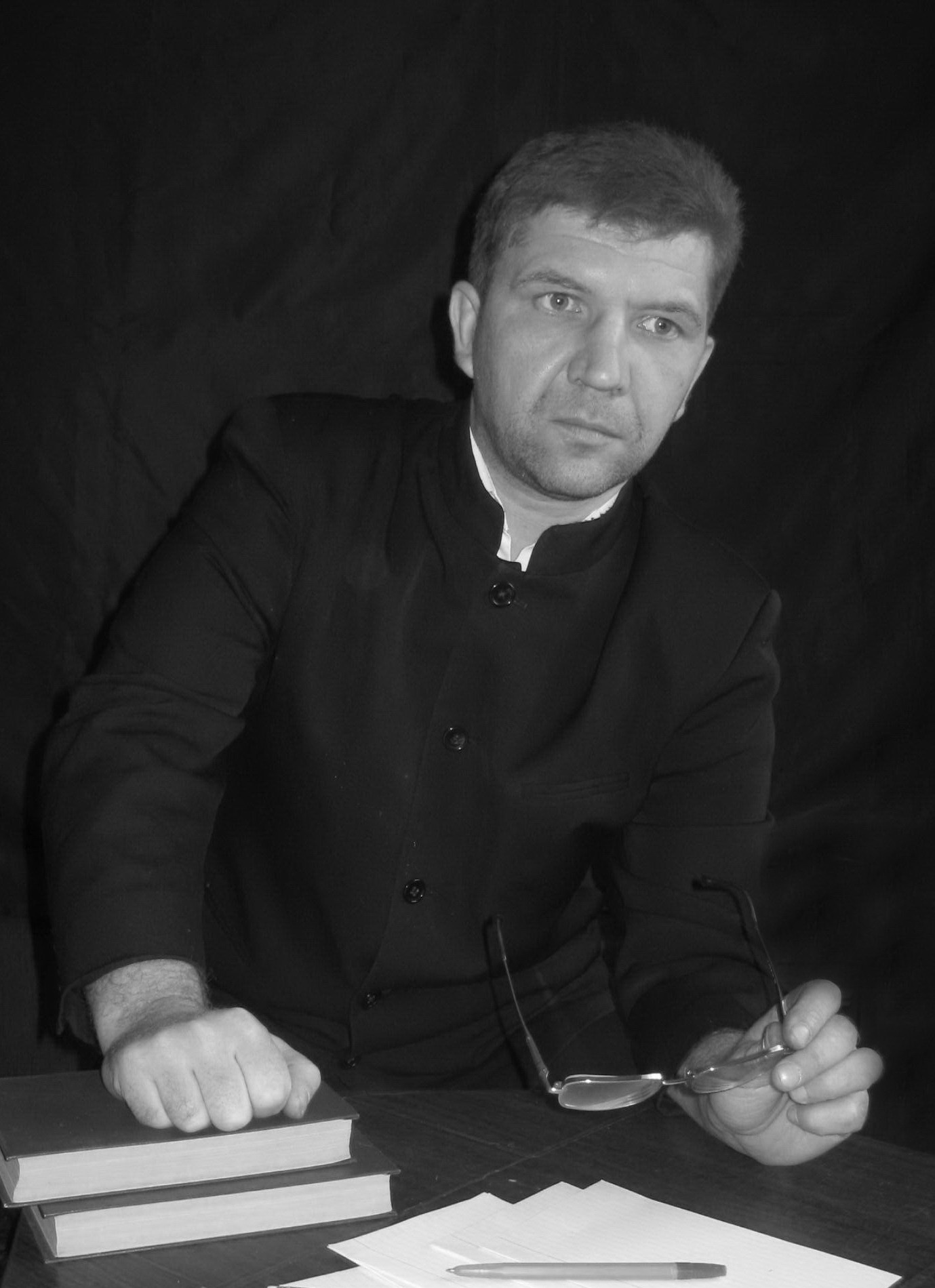
Антонов Сергій

Станом на квітень 2025 серія налічує понад 158 видань і включає як романи, так і антології. Серед яких найбільшу кількість романів у серії — 8 назв — написав Антонов Сергій, на рахунку якого також 2 оповідання за «Всесвітом Метро». Найчастішим місцем дії книг серії є Москва (61 разів); Санкт-Петербург (20 разів); Єкатеринбург, Самара (7 разів); Варшава, Мінськ, Новосибірськ, Париж (4 разів); Воронеж, Вроцлав, Жуковський, Краків, Митищі, Нижній Новгород (3 разів); Бєлгород, Великий Устюг, Казань, Набережні Челни, Піонерський, Ростов-на-Дону, Сердобськ, Смоленськ (2 рази). Серед українських міст: Київ (6 разів), Запоріжжя, Одеса, Харків, Чорнобиль (1 раз). Інші географічні об'єкти: Московська область (26 разів); Ленінградська область (10 разів); Самарська область (6 разів); Владимирська область (5 разів); Вологодська область, Нижньогородська область, Тверська область (4 разів); Воронезька область, Івановська область, Крим, Краснодарський край, Мурманська область, Ростовська область, Свердловська область, Томська область, Фарерські острови (3 разів); Антарктида, Башкортостан, Іркутська область, Карелія, Нова Земля, Пермський край, Приельбрусся, Татарстан, Челябінська область (2 рази).
У 2005 році видано романів — 1 (0,63 %); 2009 — 2 (1,27 %); 2010 — 8 (5,06 %); 2011 — 12 (7,59 %); 2012 — 11 (6,96 %); 2013 — 11 (6,96 %); 2014 — 12 (7,59 %); 2015 — 15 (9,49 %); 2016 — 10 (6,33 %); 2017 — 13 (8,23 %); 2018 — 23 (14,56 %); 2019 — 23 (14,56 %); 2020 — 11 (6,96 %); 2021 — 5 (3,16 %); 2022 — 1 (0,63 %).